# Akodon boliviensis
Espèce
Synonymes
- Akodon (Akodon) boliviensis Meyen, 1833[2]
- Akodon pacificus Thomas, 1902[3]

Statut de conservation UICN

 LC  : Préoccupation mineure
Akodon boliviensis est une espèce de rongeurs de la famille des Cricetidae qui se rencontre en Amérique du Sud.

## Répartition et habitat
Elle est présente dans les Andes au sud-est du Pérou, en Bolivie et au nord-ouest de l'Argentine. On la trouve entre 3 700 et 5 000 m d'altitude.